# 戈代尼鄉
45°13′28″N 24°58′51″E / 45.22444°N 24.98083°E
戈代尼鄉（羅馬尼亞語：Comuna Godeni, Argeș），是羅馬尼亞的鄉份，位於該國中南部，由阿爾傑什縣負責管轄，面積33平方公里，海拔高度538米，2007年人口3,246，人口密度每平方公里98人。